# Sigge Lake
Sigge Lake var en medeltida befälhavare på fästningen Kexholm.
År 1295 började maten på Kexholm ta slut och därför sände Sigge Lake iväg några män till Viborg för att ordna påfyllning i förråden. Strax därefter ryckte en större här med ryssar fram mot Kexholm, omringade fästningen och anföll både natt och dag. Sigge Lake och hans män försvarade fästningen tappert, trots att de var underlägsna fienden till antalet och dessutom utsvultna på grund av livsmedelsbristen. Hoppet om nya livsmedel höll dem uppe, men efter sex dagars strider tog maten slut och inga förstärkningar anlände.
Sigge och hans män beslutade att rycka ut ur fästet och falla i strid med ära, hellre än att dö av hunger eller bli bortförda i fångenskap. De ryckte ut och anföll ryssarna, men de var för få och hade inga krafter kvar på grund av svält. Ingen lät sig dock tillfångatas, utan alla dödades i striden, utom två som lyckades undkomma.